# Карповское (Сусанинский район)
Карповское — деревня в Сусанинском районе Костромской области. Входит в состав Андреевского сельского поселения.

## География
Находится в западной части Костромской области на расстоянии приблизительно 21 км на запад-северо-запад по прямой от районного центра поселка Сусанино.

## История
В 1872 году здесь было учтено 8 дворов, в 1907 году здесь отмечено было 39 дворов.

## Население
Постоянное население составляло 42 человека (1872 год), 173 (1897), 210 (1907), 36 в 2002 году (русские 100 %), 10 в 2022.